# Jiří Saller
Jiří „Sally“ Saller (17. září 1952 – 2. března 2017) byl český letec, který se narodil na Den letectva a vyrůstal na letišti v Hradci Králové. Od dětství se zajímal o vše, co létá, a jeho životní cesta vedla k letectví, ať už akrobatickému nebo pracovnímu, kde létal s letounem Z-37 Čmelák. Celkově nalétal přibližně 5 500 letových hodin, převážně na letounech značky Zlín. Zemřel po krátké a těžké nemoci v Hradci Králové.

## Jak šel čas
- 1978–1986: člen Československého akrobatického reprezentačního týmu.
- 1985: získání titulu mistrů světa v soutěži družstev.
- 1990–1992: obnovení Chrudimské čtyřky pod vedením Jirky Tlustého s názvem The Devils Of Unimax a letouny Zlin Z-50LS. Tým tvořili:

- - Jiří Tlustý.. OK-WRI
  - Božej Struž .. OK-WRJ
  - Jiří Saller.. OK-WRK
  - Daniel Polonec .. OK-WRL

- 1993–2000: Sky Box, tým tvořili:

- - Jiří Tlustý.. OK-XRA
  - Božej Struž .. OK-XRB (odchází 1995 a od roku 1997 jej nahrazuje Miroslav Krejčí)
  - Jiří Saller.. OK-XRC
  - Daniel Polonec .. OK-XRD

- 2001–2015: tým se přejmenovává na The Flying Bulls Aerobatics Team po změnách ve skupině.

- 2015: Saller sám odchází ze skupiny Flying Bulls Aerobatics Team.

## Dosažené úspěchy
- 1978 - 9. FAI World Aerobatic Championship, České Budějovic ( Československo ) Zlín Z-50L - 17. místo
- 1979 - 12. Socialist Countries Aerobatic Championships, Bekescsaba ( Maďarsko ) ? - ?
- 1981 - 3. FAI European Aerobatic Championship, Punitz ( Rakousko ) Zlín Z-50L - 3. místo
- 1982 - 11. FAI World Aerobatic Championship, Spitzerberg ( Rakousko ) Zlin Z-50LS - 8. místo
- 1983 - 4. FAI European Aerobatic Championship, Ravena (Italie ) Zlin Z-50LS - 8. místo
- 1984 - 12. FAI World Aerobatic Championship, Bekescsaba ( Maďarsko ) Zlin Z-50LS - 17. místo
- 1985 - 5. FAI European Aerobatic Championship, České Budějovic ( Československo ) Zlin Z-50LS - 10. místo
- 1986 - 13. FAI World Aerobatic Championship, South Cerney ( Velká Británie) Zlin Z-50LS - 15. místoreprezentace

SKY BOX

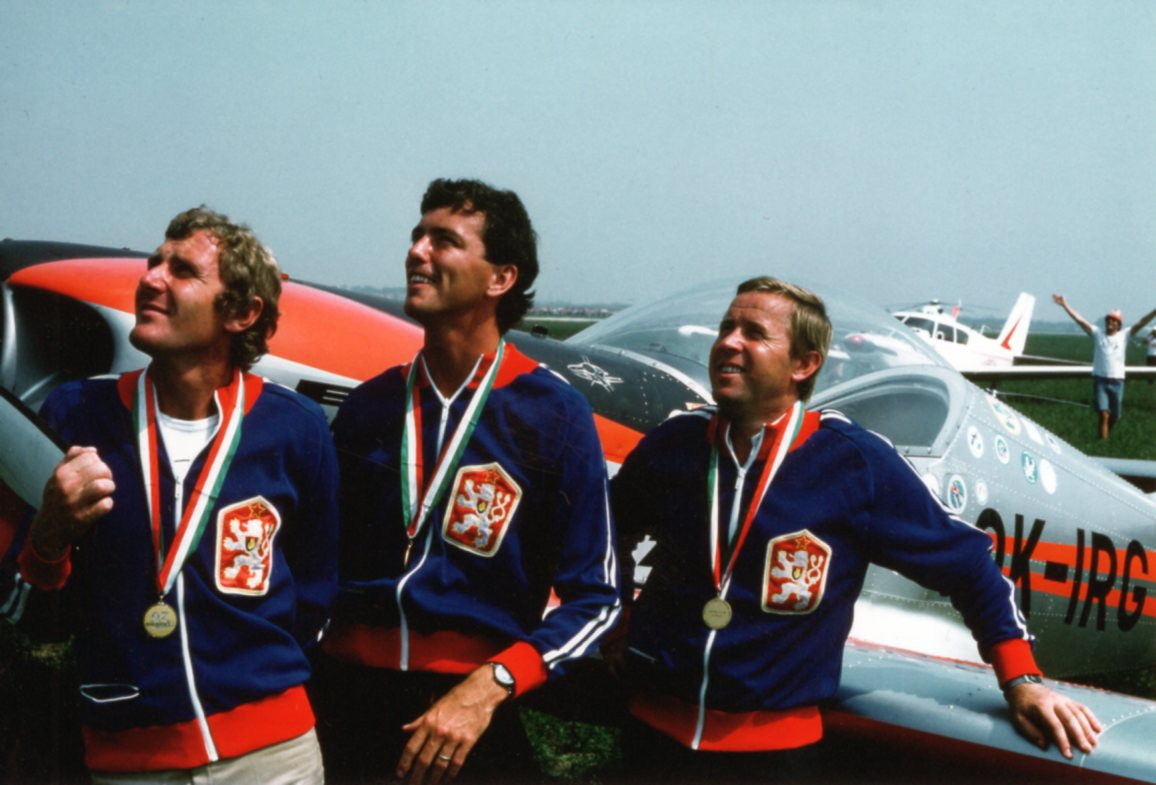
reprezentace

- 1999 - FAI WORLD GRAND PRIX OF AVIATION, Zhang JLA JIE - 1. místo
- 2001 - FAI WORLD GRAND PRIX -
- 2002 - 18th FAI WORLD GRAND PRIX, Twin Ring Motegi - 2. místo

Flying Bulls
- 2004 - Al Ain Haute Voltige WORLD GRAND PRIX - 3. místo
- 2005 - 22th WORLD GRAND PRIX - 2. místo
- 2007 - Haute Voltige Aerobatic Japan Grand Prix, Twin Ring Motegi - 1. místo